# In dulci jubilo

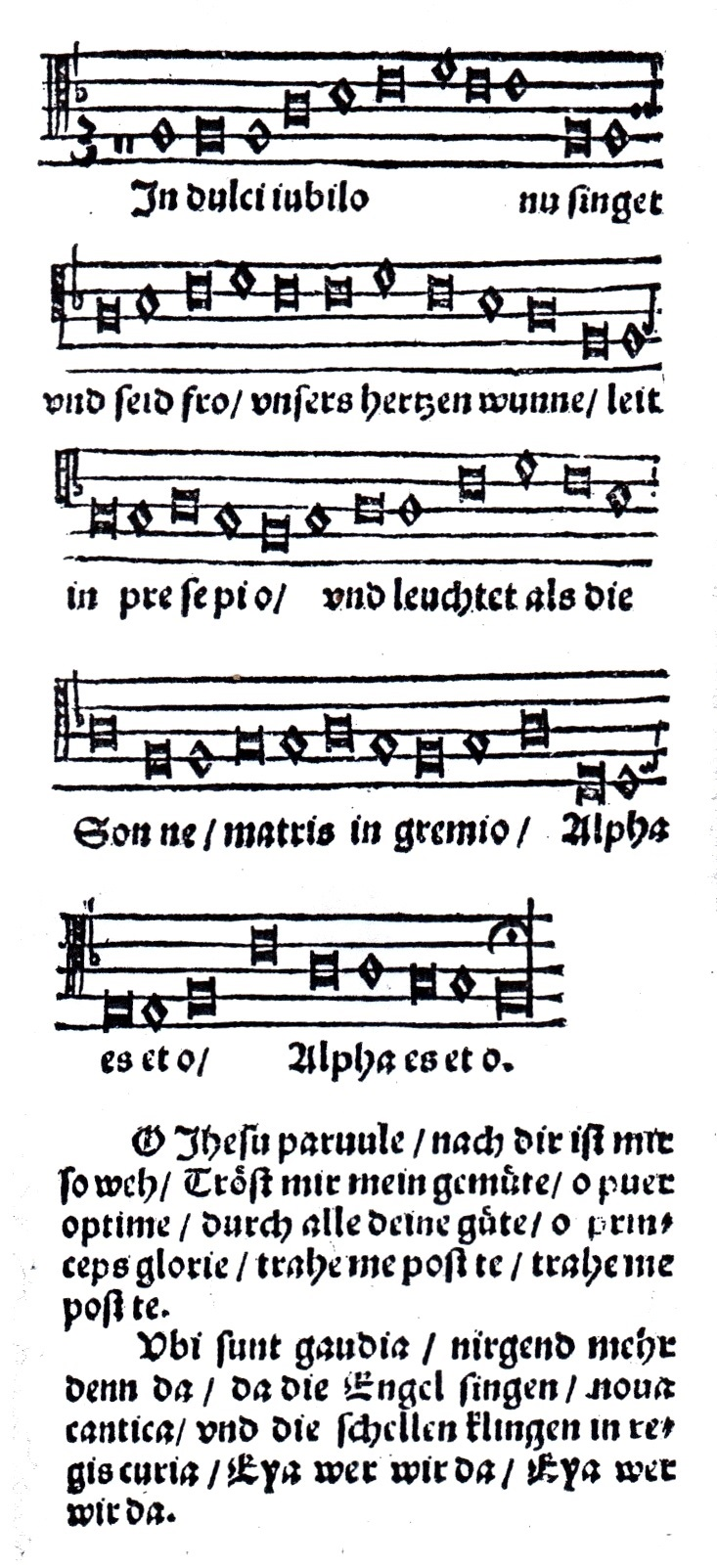
In dulci jubilo im Klug’schen Gesangbuch (1533)

In dulci jubilo („In süßer Freude“, zu lateinisch dulcis „süß“, spätlateinisch iubilum „Jubel“) ist ein aus dem 14. Jahrhundert stammendes Kirchenlied, das vorwiegend in der Weihnachtszeit gesungen wird.

## Entstehung

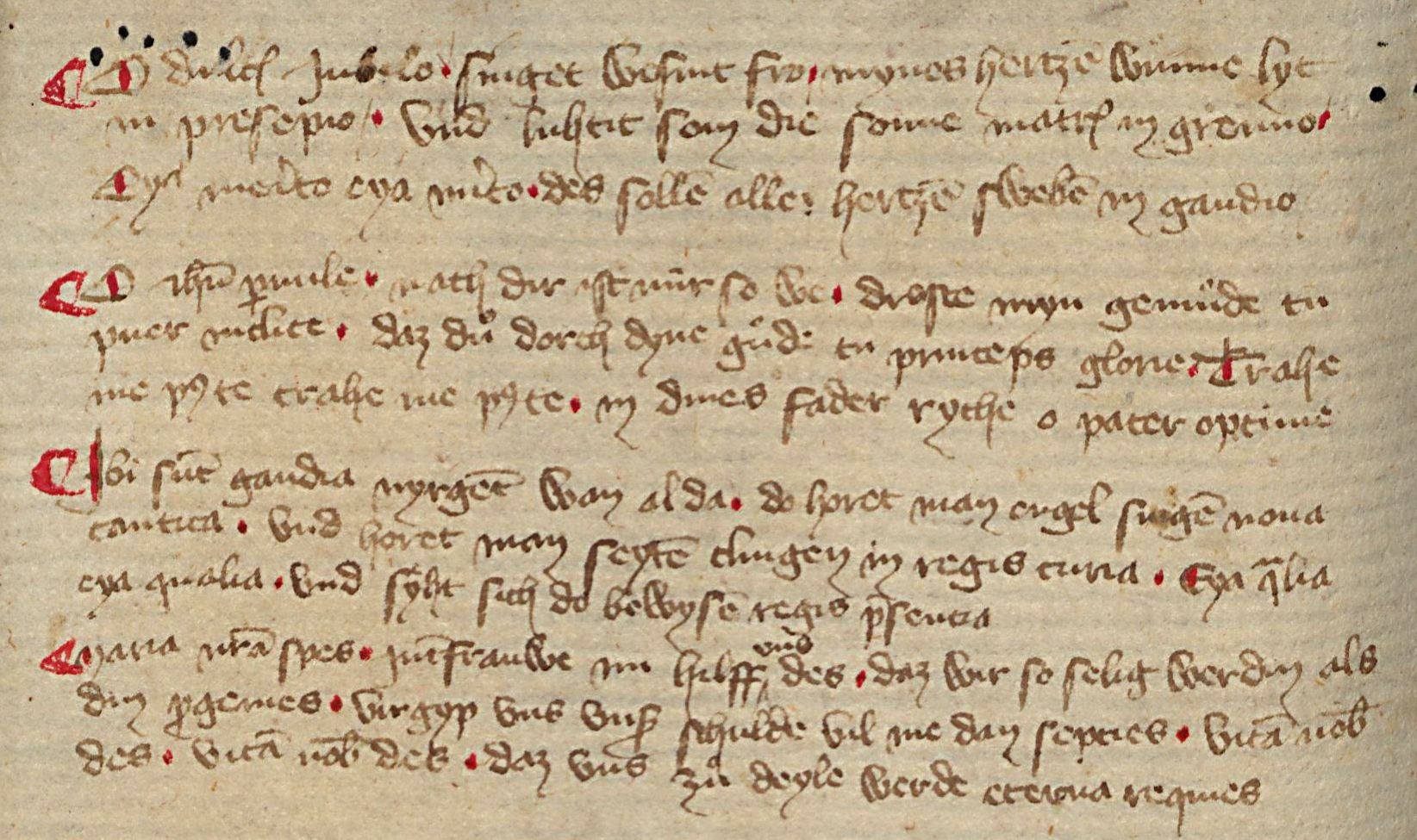
Früheste Überlieferung von „In dulci iubilo“ in der theologischen Sammelhandschrift Hs I 164, fol. 200v der Stadtbibliothek Mainz, Ende 14. Jh.; ursprünglich aus der Mainzer Kartause

Der Liedtext, ein makkaronisches Gedicht (d. h. es besteht aus einer Mixtur zweier Sprachen), wird Heinrich Seuse zugeschrieben. Damit ist das Lied ein Tropus des lateinischen Textes aus dem Mittelalter. Die älteste bekannte Überlieferung des Textes findet sich in einem Codex der Mainzer Stadtbibliothek (Hs I 164).
Zum ersten Mal in einer Liedersammlung erschien es wohl um 1400, in einer gesicherten Version bei Peter von Dresden 1440.
Je nach Version enthält das Lied zwischen vier und sechs zunächst zehnzeilige, heute jedoch achtzeilige Strophen. Erstmals gedruckt wurde das Lied im Klugschen Gesangbuch von 1529, und zwar ohne die (4.) Marienstrophe.
Die alternierend lateinisch-deutsche Version steht im katholischen Gebet- und Gesangbuch Gotteslob unter der Nummer 253, eine vollständig deutsche Fassung Nun singet und seid froh, die erstmals 1646 in einem Hannoverschen Gesangbuch erschien, findet sich heute im Evangelischen Gesangbuch (EG 35).

## Rezeption
- Bekannte Fassungen im Satz stammen von Michael Praetorius und Johann Walter.
- Es gibt zahlreiche weitere Bearbeitungen, etwa Johann Sebastian Bachs Choralvorspiele BWV 608 und BWV 729.
- Der Lübecker Marienorganist und Komponist Dieterich Buxtehude schrieb eine gleichnamige Kantate (BuxWV 52), erschienen bei Bärenreiter Kassel 1977/2003,[2] sowie MDH Nördlingen 2000 und im Carus-Verlag Stuttgart 1968/1991.
- Mike Oldfield veröffentlichte 1975 eine instrumentale Bearbeitung des Liedes in einem irischen Jig-Rhythmus, die ein Pop-Hit wurde. Die Die Toten Hosen boten in ihrem Album Wir warten auf’s Christkind von 1998 eine Punkversion dieses Weihnachtsliedes.
- Ludger Stühlmeyer komponierte ein Stück für Querflöte, In dulci jubilo. Aus-Flüge für Querflöte, erschienen 2015 im Sonat-Verlag,[3] in dem er die Dur-Moll-Tonalität des Liedes um aschkenasische Modus-Phrasen erweitert.
- Der pommersche Landesposaunenwart Hans Peter Günther schrieb eine „grandiose“ Fassung mit Posaunenchor.

## Übersetzungen
In das Dänische mehrfach übersetzt von Thomissøn, Kingo, Pontoppidan u. a. (und entsprechend auch in älteren dänischen Kirchengesangbüchern; lateinisch-deutsch 1569), neu bearbeitet von Nikolai Frederik Severin Grundtvig, 1837, und danach übernommen in das dänische Gesangbuch Den Danske Salmebog, Kopenhagen 1953, Nr. 95, und in Den Danske Salmebog, Kopenhagen 2002, Nr. 116 („En sød og liflig klang er i vor julesang…“).